# Antecedentemente inedito
Antecedentemente inedito è un album di Max Gazzè, distribuito nel 2002 esclusivamente ai membri del fanclub del cantante romano.

## Tracce
1. Raduni ovali
2. Etereo
3. Due apparecchi cosmici per la trasformazione del cibo
4. Livido
5. L'origine del mondo
6. Colloquium vitae
7. Cara Valentina
8. on/off
9. Terra
10. Signore mio